# Ferdinando Manlio

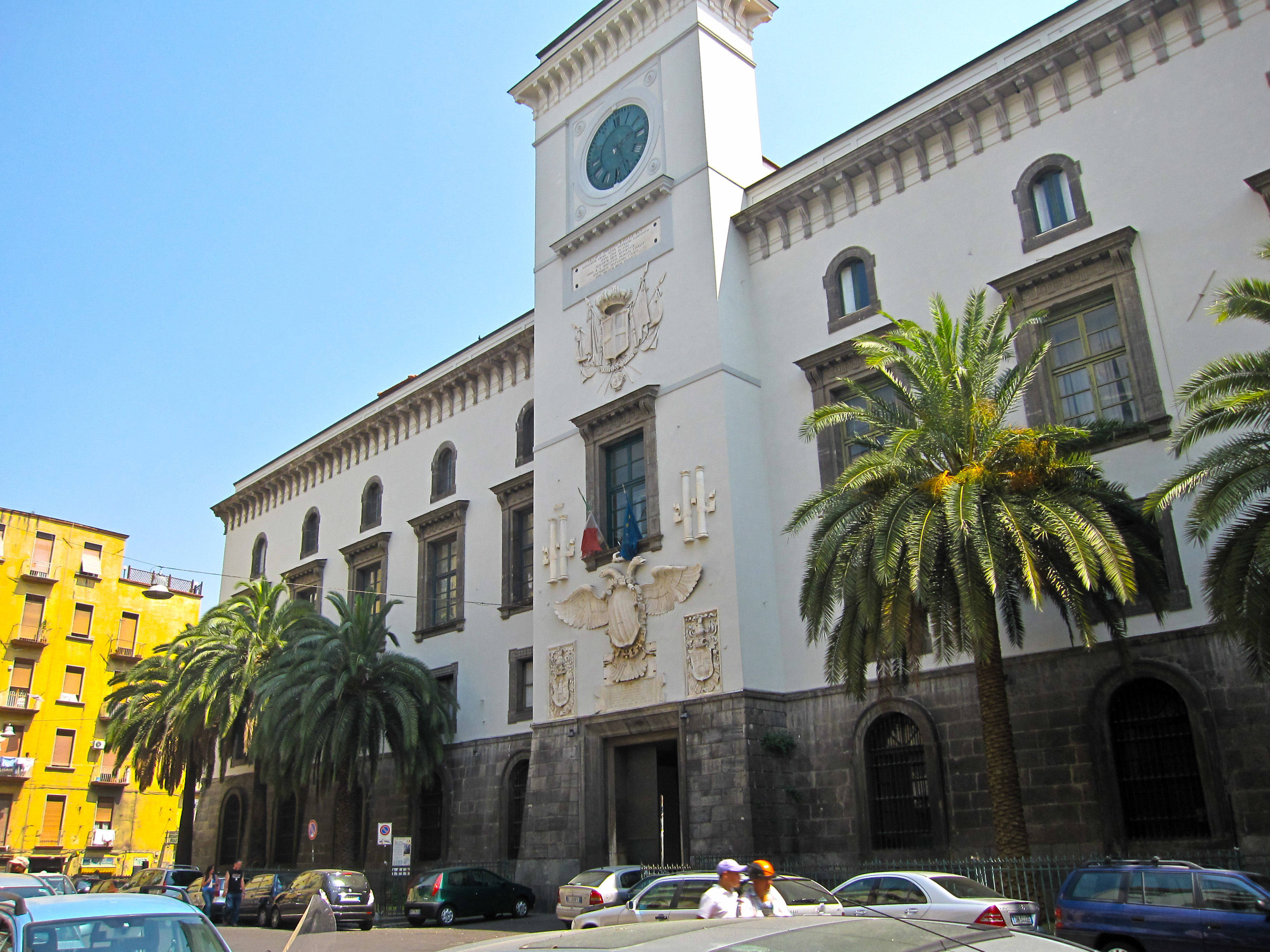
Il Castel Capuano

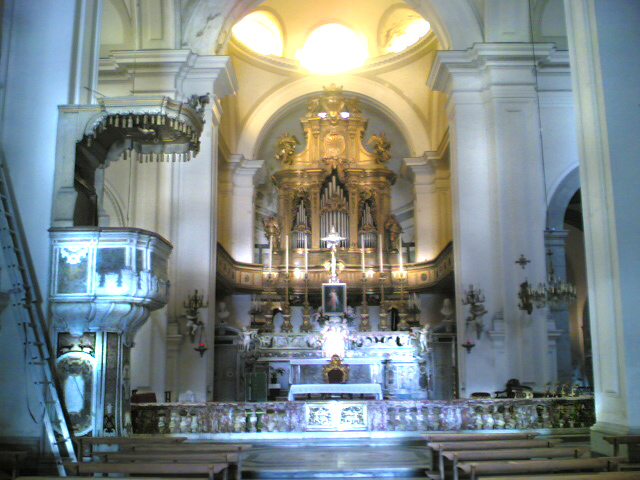
Basilica di San Giacomo degli Spagnoli, interno

Ferdinando Manlio, conosciuto anche come Ferrante Maglione (Napoli, 1499 circa – Napoli, dopo il 1572), è stato un architetto, urbanista e ingegnere italiano attivo a Napoli.

## Biografia

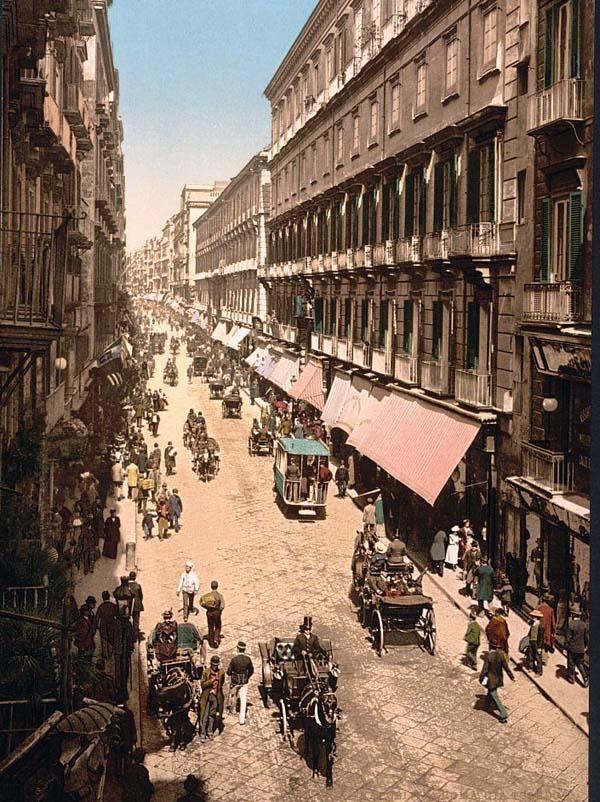
Via Toledo alla fine del XIX secolo

La data di nascita del nostro è pressoché sconosciuta: il Grossi afferma che sia nato intorno al 1499 e studia presso Giovanni da Nola, ma queste informazioni non sono del tutto certe. Fu documentato a partire dal 1537, la sua figura fu, nella storiografia architettonica e artistica, separata da quella di Ferdinando Maglione. La confusione nacque con la figura del pittore che eseguì la pala d'altare dell'Annunciazione nella chiesa dell'Annunziata ad Aversa, tale attribuzione fu effettuata in base ad un documento del 1539, relativo all'architetto che ricevette la commissione della cona marmorea nella chiesa.
L'attività del Manlio fu tuttavia circoscritta nel clima architettonico dettato dai modelli mormandei diffusi peraltro dalle maestranze cavesi operanti sul territorio. Fu autore, in collaborazione con l'architetto di origini senesi Giovanni Benincasa, del piano di rinnovo urbano promosso da Don Pedro De Toledo: fu una delle più grandi pianificazioni urbane attuate nel XVI secolo. Già nel 1537 furono avviati i lavori riguardanti i bastioni che univano Castel Sant'Elmo, Castel dell'Ovo e Castel Nuovo, mentre dal 1543 iniziarono i lavori di espansione della città verso il Vomero con la costruzione della nuova strada intitolata al viceré Pedro de Toledo. L'intervento prevedeva la creazione di numerose fontane che avevano la funzione di approvvigionamento e di arredo urbano nella nuova arteria che aveva la funzione di cerniera tra la città antica e il quartiere militare dei Quartieri Spagnoli. Contemporaneamente fu commissionato al Manlio, con la collaborazione del Benincasa, la trasformazione del Castel Capuano da residenza ducale a tribunale della città: la cosiddetta Vicaria Nuova.
Tra il 1540 e il 1547 fu autore del rifacimento rinascimentale della Basilica della Santissima Annunziata Maggiore, l'intervento realizzato dal Manlio fu ampiamente descritto nelle guide cinquecentesche e secentesche prima di essere distrutto dall'incendio del 1757. Contemporaneamente fu il progettista della Basilica di San Giacomo degli Spagnoli: la chiesa, priva dell'originaria facciata rinascimentale, conserva pressoché integro l'interno. Nel quarto decennio del XVI secolo, su commissione del viceré don Pedro de Toledo, progettò il palazzo vicereale di Pozzuoli. Attraverso un Regio Decreto del 1545 fu nominato ingegnere della corte reale. Ebbe diverse commissioni dalla corte vicereale dopo la nomina come la progettazione del Palazzo Stigliano fuori dalla porta di Chiaia. Gli venne affidato dal viceré il compito di controllare tutti gli interventi realizzati in città in quel periodo. In qualità di ingegnere militare trasformò, dal 1547, Castel Nuovo da residenza vicereale a bastione e nel 1548 fu il turno della Crypta Neapolitana che venne ripavimentata ed allargata. Lavorò a Capua dal 1552 alle fortificazioni e al Castello, mentre a Napoli, con il Benincasa, progettò il palazzo Vicereale. Il palazzo e caratterizzato dalla facciata a scarpata e dalle torri angolari. Nel 1555 ebbe un figlio, Timoteo, che divenne matematico ma morì prematuramente a soli 19 anni nel 1572. Nel 1559 progettò, per conto del viceré Pedro Afan de Ribera, Via Monteoliveto e progettò anche l'intervento urbanistico di Via Nolana.